# NGC 3324
NGC 3324 (другое обозначение — ESO 128-EN6) — эмиссионная туманность в созвездии Киль.
Этот объект входит в число перечисленных в оригинальной редакции «Нового общего каталога».
Туманность открыта 1 мая 1826 года Дж. Данлопом.
NGC 3324 иногда ошибочно называют туманностью "Замочная скважина" (у последней нет собственного обозначения NGC, так как она является частью туманности NGC 3372).
Галактика наблюдалась телескопом Уэбб для изучения процесса звездообразования. Находится на расстоянии около 7600 световых лет в туманности Киля в рукаве Стрельца (часть Млечного Пути).